# Einband-Europameisterschaft 1958

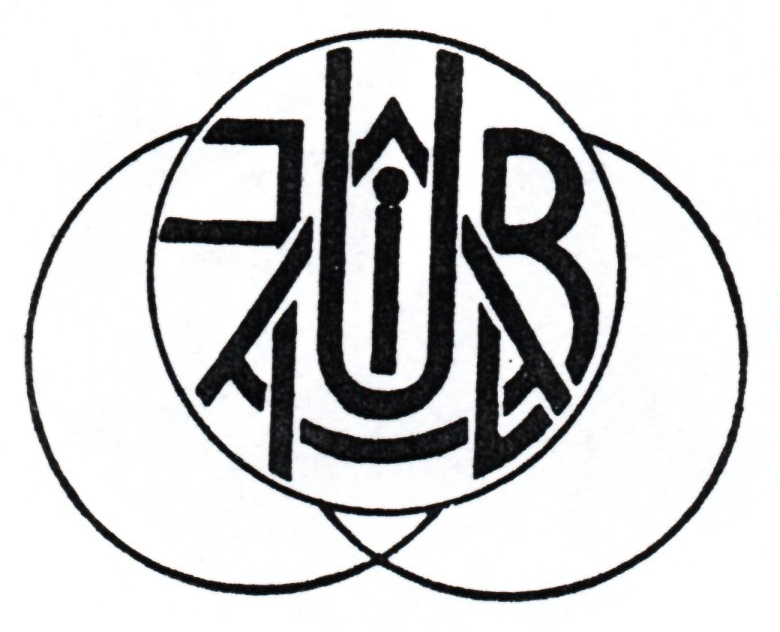
Logo UIFAB (ausrichtender Verband)

Veranstaltungsort: Löwen

Die Einband-Europameisterschaft 1958 war das 9. Turnier in dieser Disziplin des Karambolagebillards und fand vom 12. bis zum 15. Juni 1958 in Löwen statt. Es war die erste Einband-Europameisterschaft in Belgien.

## Geschichte
Die Europameisterschaft in Löwen lief für den Frankfurter Walter Lütgehetmann äußerst unglücklich. Nachdem René Vingerhoedt gegen Emile Wafflard verloren hatte und Wafflard gegen Johann Scherz unentschieden gespielt hatte, hätte Lütgehetmann im letzten Match gegen Vingerhoedt ein Unentschieden zum Titel gereicht. Und es sah für den Deutschen Meister gut aus. Er führte gegen Vingerhoedt bereits mit 194:145 und niemand im Saal glaubte noch an eine Wende. Diese kam aber. In einem fulminanten Schlussspurt gewann der Belgier die Partie noch mit 200:196 in 38 Aufnahmen und kam so noch in eine Stichpartie. In dieser hatte Vingerhoedt die besseren Nerven und gewann mit 200:158 in 32 Aufnahmen. Wafflard stellte mit 5,94 einen neuen Europarekord im GD auf.

## Turniermodus
Hier wurde im Round Robin System bis 200 Punkte gespielt. Es wurde mit Nachstoß gespielt. Damit waren Unentschieden möglich.
Bei MP-Gleichstand (außer bei Punktgleichstand beim Sieger) wird in folgender Reihenfolge gewertet:
1. MP = Matchpunkte
2. GD = Generaldurchschnitt
3. HS = Höchstserie

## Abschlusstabelle
| MP    | Match Points (Sieger = 2; Unentschieden = 1; Verlierer = 0) |
| Pkte. | Erzielte Karambolagen                                       |
| Aufn. | Benötigte Versuche                                          |
| GD    | Generaldurchschnitt                                         |
| BED   | Bester Einzeldurchschnitt eines Spielers                    |
| HS    | Höchstserie                                                 |
|       | Bester GD des Turniers                                      |
|       | Bester ED des Turniers                                      |
|       | Beste HS des Turniers                                       |
|       | 1. Platz (Gold)                                             |
|       | 2. Platz (Silber)                                           |
|       | 3. Platz (Bronze)                                           |

| Platz                                       | Name                | MP   | Pkte. | Aufn. | GD   | BED  | HS |
| ------------------------------------------- | ------------------- | ---- | ----- | ----- | ---- | ---- | -- |
| 1                                           | Walter Lütgehetmann | 14:2 | 1396  | 244   | 5,72 | 8,00 | 42 |
| 2                                           | René Vingerhoedt    | 14:2 | 1396  | 255   | 5,47 | 7,69 | 49 |
| 3                                           | Emile Wafflard      | 11:3 | 1398  | 235   | 5,94 | 9,09 | 45 |
| 4                                           | Cees van Oosterhout | 6:8  | 1129  | 257   | 4,39 | 6,66 | 44 |
| 5                                           | Henk Scholte        | 6:8  | 1262  | 290   | 4,35 | 5,40 | 39 |
| 6                                           | Johann Scherz       | 5:9  | 1272  | 265   | 4,80 | 6,06 | 48 |
| 7                                           | José Padros Giro    | 4:10 | 1002  | 266   | 3,76 | 4,65 | 31 |
| 8                                           | Henri Touzette      | 0:14 | 938   | 292   | 3,21 | –    | 20 |
| Stichpartie                                 |                     |      |       |       |      |      |    |
| -                                           | Walter Lütgehetmann | 0:2  | 158   | 32    | 4,93 | –    | 23 |
| -                                           | René Vingerhoedt    | 2:0  | 200   | 32    | 6,25 | 6,25 | 56 |
| nach Stichpartie                            |                     |      |       |       |      |      |    |
| 1                                           | René Vingerhoedt    | 14:2 | 1596  | 287   | 5,56 | 7,69 | 56 |
| 2                                           | Walter Lütgehetmann | 12:4 | 1554  | 276   | 5,63 | 8,00 | 42 |
| Turnierdurchschnitt: 4,68 (mit Stichpartie) |                     |      |       |       |      |      |    |